# Putter Smith
Patrick 'Putter' Smith (Los Angeles County, 19 januari 1941) is een Amerikaanse jazzmuzikant (zang, contrabas, tuba) en acteur.

## Biografie
Smith werd vooral bekend door zijn rol als Mr. Kidd in de James Bond-film Diamonds Are Forever (1971). Daarna speelde Smith in slechts drie verdere films. Als contrabassist begeleidde hij jarenlang de pianist Alan Broadbent. Hij werkte ook met Thelonious Monk, Art Blakey, Ray Charles, Bob Brookmeyer, Billy Eckstine, Diane Schuur, Lee Konitz en Jeff Colella (Lotus Blossom, 2014). Onder zijn eigen naam bracht hij meerdere albums uit, als laatste in 2011 Home. Op het gebied van de jazz was hij tussen 1973 en 2013 betrokken bij 51 opnamesessies, o.a. met Sam Most, Larry Koonse, Dick Sudhalter, Mose Allison, Warne Marsh, Bill Perkins, Barbara Lea, Walter Norris, Karrin Allyson en Billy Mintz.
Smith heeft ook leerboeken als Improvising Handbook for Double Bass and Bass Clef Instruments (Ludwin Music, 2000) en Jazz Bass Improvisation: A Guide to Chords, Scales, Arpeggios & Other Concepts and Techniques for the Advancing Bassist (Musicians Institute Press, 2011) gepubliceerd.

## Discografie
- 1977: Lost & Found (Vee-Jay Records) met Gary Foster, John Gross, Kent Glenn, Dick Shreve, Gene Stone, John 'Terry' Tirabasso
- 1994: Night Song (GAM) met Gary Foster, John Gross, Dave Frishberg, Joey Baron, Peter Donald, Patrice Rushen
- 2010: Home (Skipper) met Jon Whinnery, John Gross, Theo Saunders, Kendall Kay

## Filmografie
- 1971: Diamonds Are Forever … als Mr. Kidd
- 1975: Win, Place or Steal … als Kangaroo
- 1984: Love Thy Neighbor (tv-film) … als Putter
- 1987: In the Mood … als Minister

- Bibliothèque nationale de France: cb14228343h (data)
- International Standard Name Identifier: 0000 0004 5996 7187
- Library of Congress Control Number: n94067823
- MusicBrainz: 0231bdc2-c7a4-47f1-91bf-a60c6ec96eb8
- Nationale Bibliotheek van Israël: 987011288972905171
- Virtual International Authority File: 65702095
- WorldCat: E39PBJwhxpFFQfC4m9c6qd6h73